# South Carthage
South Carthage es un pueblo ubicado en el condado de Smith en el estado estadounidense de Tennessee. En el Censo de 2010 tenía una población de 1.322 habitantes y una densidad poblacional de 188,56 personas por km².

## Geografía
South Carthage se encuentra ubicado en las coordenadas 36°14′23″N 85°57′27″O / 36.23972, -85.95750. Según la Oficina del Censo de los Estados Unidos, South Carthage tiene una superficie total de 7.01 km², de la cual 6.81 km² corresponden a tierra firme y (2.92%) 0.2 km² es agua.

## Demografía
Según el censo de 2010, había 1.322 personas residiendo en South Carthage. La densidad de población era de 188,56 hab./km². De los 1.322 habitantes, South Carthage estaba compuesto por el 95.31% blancos, el 2.5% eran afroamericanos, el 0.15% eran amerindios, el 0.15% eran asiáticos, el 0% eran isleños del Pacífico, el 0.23% eran de otras razas y el 1.66% pertenecían a dos o más razas. Del total de la población el 1.74% eran hispanos o latinos de cualquier raza.